# Плоский мост (Гатчина)
Плоский мост — несохранившийся арочный мост через протоку между Белым и Серебряным озёрами в Дворцовом парке Гатчинского музея-заповедника (Гатчина, Ленинградской области). 
В 1792 году на парковой дороге от Сигнальной башни Большого Гатчинского дворца на Длинный остров (фактически являющийся полуостровом) был построен трёхпролётный каменный арочный мост. Автором проекта предположительно был архитектор В. Бренна. Фасады и опоры были облицованы пудостским камнем. Средний пролёт был, примерно, в 1,5 раза шире пролётов боковых. Ограждениями моста были каменные балюстрады с фигурными балясинами. Название моста дано по его конструкции, в отличие от других «горбатых» мостов парка.
Зимой 1944 г. Плоский мост, как и большинство других мостов Гатчинских парков, был взорван немцами при оставлении города. До настоящего времени мост всё ещё не восстановлен. Решение данного вопроса усложняет нахождение развалин Плоского моста на территории закрытого для посетителей огороженного участка водоохранной зоны Дворцового парка.